# Spunk/This Is Crap
Spunk/This is Crap es un álbum de rarezas de la banda inglesa de punk The Sex Pistols. Fue incluido junto a la reedición de 1996 de Never Mind the Bollocks, Here's the Sex Pistols. 
Incluye una reedición oficial del bootleg Spunk, aunque excluyendo las conversaciones entre las pista, y con nueve pistas adicionales.

## Lista de canciones
1. "Seventeen"
2. "Satellite "
3. "No Feelings"
4. "I Wanna Be Me"
5. "Submission"
6. "Anarchy in the UK"
7. "God Save the Queen"
8. "Problems"
9. "Pretty Vacant"
10. "Liar"
11. "EMI"
12. "New York"
13. "Problems"
14. "No Feelings"
15. "Pretty Vacant"
16. "Submission"
17. "No Feelings"
18. "EMI"
19. "Satellite"
20. "Seventeen"
21. "Anarchy in the UK"